# Остров сокровищ (мультфильм, 1988)
«О́стров сокро́вищ» — советский двухсерийный полнометражный мультфильм 1988 года с совмещением рисованной мультипликации и игры живых актёров, созданный по заказу Гостелерадио СССР на студии «Киевнаучфильм» режиссёром Давидом Черкасским по одноимённому роману Роберта Льюиса Стивенсона. Состоит из двух частей: «Карта капитана Флинта» (1986) и «Сокровища капитана Флинта» (1988). Телевизионная премьера мультфильма состоялась 24 марта 1989 года по Первой программе Центрального телевидения СССР.
В этом фильме мультипликационные сцены чередуются с музыкальными номерами и игровыми сценами, снятыми с участием актёров и иллюстрирующими события мультфильма или же касающимися определённых проблем, связанных с образом жизни пиратов: например, жадность, курение или алкоголизм. При этом манера съёмок музыкальных номеров и игровых эпизодов различается в разных эпизодах: где-то изображение цветное, где-то — чёрно-белое. Одна игровая сцена имитирует немой фильм, используя интертитры, а в некоторых эпизодах живые съёмки совмещены с мультипликацией.
16 марта 2006 года объединение «Крупный план» выпустило на DVD отреставрированную версию мультфильма.

## Сюжет

### Карта капитана Флинта
Мультфильм начинается сценой с живыми актёрами, в которой показано, как капитан Флинт чертит карту Острова сокровищ; его начинают преследовать другие пираты, от которых Флинт спасается на дереве. В ходе перепалки с ними Флинт роняет карту, а пираты в драке за неё перебивают друг друга. Флинт спускается с дерева и подбирает карту, однако пират Билли Бонс, не принимавший участия в драке, стреляет во Флинта, убивая его, и забирает карту.
Далее живые актёры сменяются нарисованными. Билли Бонс со своим котом приходит в трактир «Адмирал Бенбоу» и снимает там комнату. Билли просит Джима Хокинса сообщить ему, если тот увидит моряка на одной ноге, за что будет каждый месяц получать по три пенса серебром. Билли пьёт много рома и, страдая хронической простудой, чихает так громко, что в трактире трескаются стены и потолок, а стрелки часов опускаются вниз.
На следующий день к Билли приходит его бывший корабельный товарищ Чёрный Пёс, который охотится за картой Острова сокровищ. Билли наотрез отказывается отдавать ему карту, и между пиратами завязывается потасовка, из-за которой (вкупе с пьянством) с Бонсом случается удар. Пришедший на помощь оптимистичный и весёлый доктор Ливси, осмотрев Билли, заявляет, что тот умрёт, если не бросит пить, и назначает ему постельный режим. Ведя разговор с Джимом, Билли чихает с такой силой, что его кровать вместе с ним самим проламывает стену, вылетает на улицу и падает с высоты второго этажа; Билли получает травмы. Через некоторое время в трактир приходит старый пират по прозвищу Слепой Пью, вручает Бонсу чёрную метку и даёт тому срок до десяти вечера. Из-за сильных переживаний и чрезмерного употребления рома у Билли Бонса случается инсульт, от которого он быстро умирает, после чего живые актёры исполняют песню о вреде пьянства.
Джим забирает карту Флинта из сундука Билли Бонса. Шайка пиратов во главе со Слепым Пью устраивает обыск в трактире. Скрывшись из трактира, Джим прыгает на лошадь и скачет к доктору Ливси; заметившие это пираты пытаются его подстрелить, но безуспешно. Подозревая, что Джим ускакал за помощью, пираты решают сбежать. Пью пытается уговорить пиратов продолжить поиски карты, но те сбегают из трактира, прихватив немало золотых монет, которые они нашли в сундуке Билли, а Слепой Пью падает в бочку и скатывается с обрыва в море. Кот Билли тем временем допивает бутылку рома и тоже умирает, разделяя участь своего хозяина. Джим прибывает в поместье сквайра Трелони вместе с бумагами Бонса. Узнав о карте Флинта, Трелони решает собрать команду для поиска сокровищ, и все трое отправляются в Бристоль.
В трактире «Подзорная труба» Джим сталкивается с враждебно настроенным пиратом. Актёры поют песню о пользе спорта. Пират готовится расправиться с Джимом, но Джим быстро побеждает его потому, что каждое утро делает зарядку. Пожилой хозяин трактира, одноногий Джон Сильвер, узнав о планах друзей, готов предоставить им корабль и команду.
Под командованием капитана Смоллетта герои на корабле «Испаньола» держат курс на остров. Перед отплытием капитан сообщает Трелони, что ему не нравится, что матросы выглядят подозрительно и знают об экспедиции больше, чем он сам, капитан корабля. Ночью на корабле Джим подслушивает разговор пиратов и выясняет, что те собираются убить Джима, Смоллетта, Трелони и Ливси, забрать сокровища и уплыть. Оказывается, большинство членов команды состоит из пиратов, бывших в команде капитана Флинта, под предводительством Сильвера, устроившегося на корабль коком. Первая часть мультфильма заканчивается песней о шансе.

### Сокровища капитана Флинта
Вторая часть мультфильма начинается с музыкальной сцены с живыми актёрами. Джим сообщает о заговоре «своим». Смоллетт предлагает не подавать виду, но пираты выясняют, что те уже всё знают. Утром корабль прибывает к острову с фортом на самой вершине. Джим решает втайне проследить за пиратами и на шлюпке отплывает на остров первым. Пираты замечают его и пытаются догнать. Джим приплывает и прячется на острове, в то время как пираты его ищут, встречает Бена Ганна и тот рассказывает свою историю. Далее следует сцена с живыми актёрами об истории Бена. Капитан Флинт закопал сокровища, приказав пиратам не смотреть, как он это делает. Бен предлагает убить Флинта и забрать сокровища, но, вместо этого, все пираты, по стечению обстоятельств, погибают сами. Флинт кладёт один труп в качестве указателя. Через три года Бен приходит к пиратам и заявляет, что знает, где сокровища, но, спустя 12 дней поисков, они так ничего и не находят и бросают Бена одного на острове.
Доктор Ливси, сквайр Трелони и капитан Смоллетт незаметно садятся в шлюпку и отплывают. Пираты замечают их и при помощи пушек безуспешно пытаются подстрелить их. Пушка вместе со стрелком перегревается докрасна, и его обливают водой, из-за чего стрелок рассыпается. Ливси, Трелони и Смоллетт укрываются в форте, через некоторое время к ним присоединяется Джим. К форту приходит Джон Сильвер и предлагает им сдаться, но Смоллетт, вместо этого, рассказывает поучительную историю о жадности. Идёт музыкальная пауза с песней о жадности. Сильвер угрожает расправой через час и уходит. Все встают возле окон, но капитан Смоллетт случайно вываливается и застревает в окне.
Через час пираты приходят штурмовать форт. По приказу Смоллетта все выбивают окна, кроме Трелони, который принимает за окно висящую на стене картину с изображённым на ней пейзажем и безуспешно пытается «выбить» её, мешая Смоллетту целиться. Ливси и Джим стреляют из ружей и пистолетов. Когда пули заканчиваются, Джим стреляет из плевательной трубки вишнёвыми косточками и поражает одного пирата лимонной косточкой. Нанесённые Трелони удары в стену приводят к тому, что та падает вместе со Смоллеттом в окне чердака. Трелони поднимает стену, и капитан приказывает идти врукопашную. Трелони хватает шпагу и бежит в атаку (из-за чего стена с капитаном опять падает), но пугается пиратов и строит на краю обрыва стену с дверью. Пираты, приняв её за бар, бегут внутрь и падают с обрыва. Доктор Ливси также выпрыгивает наружу со шпагой и одолевает трёх пиратов. Джим забивает четырёх пиратов в землю, но пятый, самый крупный, никак не сдаётся. Тогда Джим быстро делает небольшую ракету, суёт её в руки крупному пирату, и тот улетает в море. После битвы капитан Смоллетт поздравляет Трелони, Ливси и Джима с победой. Затем следует музыкальная пауза.
Ночью доктор Ливси уходит из форта и встречается с Беном Ганном. Выясняется, что за годы пребывания на острове Бен нашёл сокровища и перепрятал их. Поняв, что карта более не несёт никакой ценности, Ливси решает отдать её и форт пиратам. В это время Джим просыпается, замечает отсутствие Ливси и, поняв, что у того есть план, решает угнать шхуну «Испаньола». Попав на корабль, Джим наблюдает ссору и драку между двумя пиратами — Израэлем Хэндсом и O’Брайеном. Победитель замечает Джима, и тот забирается на мачту, где пират стреляет и бросает нож в Джима, но промахивается. Джим бросает нож обратно в пирата; падая, нож случайно перерубает канат, по которому тот шёл. Падая, пират хватается за перерубленные концы и повисает между мачтами. Джим уводит корабль в другое место и возвращается в форт, где обнаруживает пиратов во главе с Джоном Сильвером. Пираты злы на Сильвера за то, что он отпустил доктора и остальных живыми, и собираются низложить его. Сильвер предъявляет пиратам полученную от доктора карту сокровищ и утверждает, что держит Джима в живых как заложника. Пираты меняют своё решение. Утром они идут искать сокровища.
На указанном месте пираты обнаруживают пустую яму, в то время как вооружённые Смоллетт, Ливси, Трелони и Бен незаметно их окружают. Заметив окружение, пираты бегают туда-сюда, пока их не останавливает доктор Ливси, осматривает и заявляет, что те слишком много курят, после чего следует музыкальная пауза о вреде курения. Пиратам становится плохо от сигар, и они падают замертво. Герои загружают корабль сокровищами, арестовывают Джона Сильвера и отплывают обратно в Англию. Мультфильм заканчивается песнями о фортуне и одиночестве.

## Досье на героев
В мультфильме при представлении зрителям его персонажей используется режиссёрский приём «досье» из сериала «Семнадцать мгновений весны» (1973). Написанный на экране вариант не всегда совпадает с озвучиваемым. Досье отличаются от описанного в романе — например, в книге у Джона Сильвера была чернокожая жена.
| Персонаж                                         | Описание | Характер    | Семейное положение |
| ------------------------------------------------ | --- | ----------- | ------------------ |
| Билли Бонс (он же «Капитан»)                     | Обладатель карты Острова сокровищ, из-за которой всё и началось. Много пьёт и всегда простужен.              | Скверный    | Не женат           |
| Чёрный Пёс                                       | Друг Флинта. Охотится за картой Острова сокровищ.                                                            | Скрытный    | Не женат           |
| Доктор Ливси                                     | Очень хороший и весёлый человек.                                                                             | Общительный | Не женат           |
| Слепой Пью                                       | Старый пират. Друг Флинта. Хитёр и жаден. Ради денег пойдёт на всё.                                          | Мерзкий     | Не женат           |
| Джим Хокинс                                      | Очень, очень хороший и вежливый мальчик. Скромен, добр и правдив. Слушает маму и каждое утро делает зарядку. | Мягкий      | Не женат           |
| Сквайр Трелони                                   | Туп, жаден, прожорлив, надменен, трусоват, ленив.                                                            | Отсутствует | Не женат           |
| Джон Сильвер (он же «Окорок», он же «Одноногий») | Самый страшный пират, но притворяется добрым, что, впрочем, ему удаётся.                                     | Скрытный    | Не женат           |
| Капитан Смоллетт                                 | Старый моряк и солдат. Любит говорить всем правду в глаза, отчего и страдает.                                | Прескверный | Не женат           |
| Бен Ганн                                         | В детстве был благовоспитанным мальчиком, но начал играть в орлянку, связался с пиратами и покатился.        | Мягкий      | Не женат           |

## История создания
Ввиду чрезвычайно сжатых сроков на создание мультфильма — 2 года на 2 часа, — авторы приняли решение добавить к нарисованному материалу отснятый, с немыми сценками и музыкальными номерами. Из-за спешки песни записывались по ночам; пришлось отказаться от ряда задумок; так, почти все вставки планировались комбинированными (в них должно было быть гораздо больше рисованных элементов), а в последней сцене «главный пират» должен был драться с мультяшными героями.
В отличие от мультфильмов «Приключения Капитана Врунгеля» и «Доктор Айболит», Давид Черкасский использовал в основном не перекладки, а рисованную мультипликацию, но некоторые сцены выполнены техникой плоской марионетки.
Прототипом доктора Ливси, по словам Евгения Паперного, стал драматург Леонид Слуцкий.
По воспоминаниям Виктора Андриенко, перед сдачей картины в Гостелерадио обнаружился брак записи реплики Джона Сильвера «Сэр, у меня есть и то, и другое…», и по просьбе режиссёра Давида Черкасского актёр переозвучил реплику.

## Исполнители и съёмочная группа

### Роли озвучивали
- Валерий Бессараб — Джим Хокинс
- Армен Джигарханян — Джон Сильвер («Одноногий»)
- Виктор Андриенко — капитан Александр Смоллетт / Билли Бонс / Слепой Пью (песня о мальчике Бобби)
- Евгений Паперный — доктор Ливси / голос за кадром («досье») / пират с цепным ядром / Дик Джонсон[источник не указан 465 дней]
- Борис Вознюк — Трелони
- Юрий Яковлев — Бен Ганн
- Георгий Кишко — Слепой Пью
- Владимир Заднепровский — трусливый пират[источник не указан 465 дней]
- Григорий Толчинский — Чёрный Пёс[источник не указан 465 дней]
- Владимир Быстряков — пёс Слепого Пью / попугай Сильвера[источник не указан 465 дней]

### Снимались в игровых сценах
- Труппа «Гротеск» (Одесский театр «Гротеск»)[7]:
  - Валерий Чигляев — главный пират (ведущий) / Флинт;
  - Виктор Андриенко — пират в чёрном жилете;
  - Анатолий Дяченко — пират «с жалобным голосом»;
  - Вячеслав Дубинин — пират с бородой;
  - Михаил Церишенко — пират с короткими усами (2 серия);
  - Александр Левит — пират с маленькими усиками (1 серия) / пират с бакенбардами / Бен Ганн в молодости (2 серия);
  - Владимир Быстряков — персонаж музыкальных видеозаставок;
  - Виталий Васильков — 2-й пират;
  - Семён Григорьев — косой пират в коричневом сюртуке;
  - Давид Черкасский — 3-й пират;
  - Владимир Чигляев — 4-й пират;
  - Олег Шеременко — 5-й пират / персонаж музыкальных видеозаставок;
  - Юрий Невгамонный — Флинт (в рассказе Бена Ганна)

### Съёмочная группа
- Авторы сценария — Юрий Аликов, Давид Черкасский.
- Кинорежиссёр — Давид Черкасский.
- Художник-постановщик — Радна Сахалтуев.
- Композитор — Владимир Быстряков.
- Авторы текстов песен — Наум Олев и Аркадий Гарцман.
- Кинооператор — Владимир Белоруссов.
- Звукооператор — Виктор Груздев[укр.].
- Художники-мультипликаторы: Владимир Врублевский (1 серия), Наталья Зурабова (1 серия), Елена Касавина (1 серия), Александр Лавров, Сергей Кушнеров, Сергей Гизила, Илья Скорупский, Марина Медведь (2 серия), Марк Быков (2 серия), Елена Зуева (2 серия), Андрей Карбовничий, Владимир Соловьёв, Михаил Титов (1 серия), Наталья Марченкова (1 серия), В. Омельчук (1 серия).
- Художники: Л. Бурланенко (1 серия), Яков Петрушанский, Елена Перекладова (в титрах — как «Л. Перекладова») (1 серия), О. Янковская (1 серия), Игорь Котков, Наталья Мякота, Татьяна Черни.
- Ассистенты: Р. Лумельская, Л. Кучерова, В. Рябкина, Н. Северина, И. Сергеева (1 серия), В. Боженок (2 серия).
- Монтаж: Юны Сребницкой.
- Редактор: Светлана Куценко.
- Директор картины: Борис Калашников.

## Музыкальные номера
1 серия «Карта капитана Флинта»
- «Вступительная песня. Первая серия» (слова Наума Олева), исполняют Олег Шеременко и ВИА «Фестиваль».
- «История о мальчике Бобби» (слова Наума Олева), исполняют Георгий Кишко и Григорий Толчинский.
- «Песня о вреде пьянства» (слова Аркадия Гарцмана), исполняют Олег Шеременко и ВИА «Фестиваль».
- «Песня о пользе спорта» (слова Аркадия Гарцмана), исполняют Валентин Приходько, Олег Шеременко, Анна Лев и ВИА «Фестиваль».
- «Шанс» (слова Наума Олева), исполняют Олег Шеременко, Анна Лев и ВИА «Фестиваль»[8].

2 серия «Сокровища капитана Флинта»
- «Вступительная песня. Вторая серия» (слова Наума Олева), исполняют Олег Шеременко и ВИА «Фестиваль».
- «Песня о жадности» (слова Аркадия Гарцмана), исполняют Олег Шеременко и ВИА «Фестиваль».
- «Мы все — участники регаты» (слова Наума Олева), исполняют Олег Шеременко и ВИА «Фестиваль».
- «Песня о вреде курения» (слова Наума Олева), исполняют Евгений Паперный, Олег Шеременко и ВИА «Фестиваль».
- «Фортуна — лотерея» (слова Наума Олева), исполняют Олег Шеременко и ансамбль «Фестиваль».
- «Танго Сильвера» (слова Наума Олева), исполняет Армен Джигарханян.

Песни, не вошедшие в мультфильм
- «Песенка про Флинта» (слова Наума Олева), исполняют Олег Шеременко, Анна Лев, Владимир Быстряков и ВИА «Фестиваль».
- «Песенка о Сюзанне» (слова Наума Олева), исполняют Олег Шеременко и ВИА «Фестиваль».
- «Песня попугая капитана Флинта» (слова Наума Олева), исполняет Владимир Быстряков.
- «Посадите на диету» (слова Аркадия Гарцмана), исполняют Армен Джигарханян и артисты театра «Гротеск»[8].

## Награды
- ВФ телевизионных фильмов, Минск, 1987 — Большой приз (за первый фильм)[9].
- 1-й Приз МКФ ТВ фильмов в Чехословакии.
- 1-й ВКФ Мультипликационного кино, Киев, 1989 — приз «За лучший полнометражный фильм».

## Ремейки и компьютерные игры
- В 1992 году в США была выпущена англоязычная версия своего фильма. Она вышла под названием The Return to Treasure Island («Возвращение на Остров сокровищ»). В ней были вырезаны все игровые музыкальные сцены, эпизоды с «досье», изменён формат видео. Американская версия на 34 минуты короче[10], оригинальная музыка переозвучена.
- В 2005 году украинская компания Action Forms выпустила аркадную компьютерную игру «Остров сокровищ» по мотивам и с использованием графики этого мультфильма. В озвучивании игры принимали участие актёры оригинального мультфильма — в частности, Виктор Андриенко и Евгений Паперный; Давид Черкасский указан в титрах в качестве режиссёра[11].
- В конце января 2025 года KD Studios и AP Digital анонсировали полнометражную экранизацию «Острова сокровищ», которая будет выполнена «в забавном приключенческом тоне, вобрав всё лучшее от любимых зрителями советских и зарубежных экранизаций». Фильм отчасти будет перезапуском советской экранизации[12]. Сценарий для него напишет Сергей Калужанов, известный по «Мажору»[13]. Съёмки фильма планируются в 2025 году, и по слухам премьеру стоит ожидать в 2026 либо в 2027 году[14].

## Влияние на культуру
Доктор Ливси начал становиться популярным интернет-мемом примерно с середины 2021 года. Всё заключалось в том, что поклонникам мультфильма очень запомнился его образ, который на протяжении всего мультфильма не переставал улыбаться и заразительно смеяться. Кроме того, походка Ливси в сцене, когда он вместе с Джимом и Трелони заходит в трактир (в первой серии), повлекла за собой мем Dr. Livsey Phonk Walk, где на данный эпизод был наложен фрагмент композиции Why Not певца и музыканта Ghostface Playa.

### Комментарии
1. ↑  Написанный вариант: «Обладатель карты Острова сокровищ».
2. ↑  Написанный вариант: «Старый пират, друг Флинта. Жаден, ради денег готов на всё».
3. ↑  Написанный вариант: «Очень, очень хороший мальчик. Вежлив, правдив, скромен, добр. Слушает маму, каждое утро делает зарядку».
4. ↑  Написанный вариант: «Характер очень мягкий».
5. ↑  Написанный вариант: «Туп, жаден, прожорлив, ленив, труслив, надменен».
6. ↑  В романе Трелони обладает вспыльчивым характером
7. ↑  Написанный вариант: «Самый страшный пират, но удачно притворяется добрым».
8. ↑  Написанный вариант: «Говорит правду в глаза, отчего и страдает».
9. ↑  Обычными сроками для мультипликации считаются 8—9 месяцев на десять минут.